# Cichladusa ruficauda
Cichladusa ruficauda е вид птица от семейство Muscicapidae.

## Разпространение
Видът е разпространен в Ангола, Централноафриканската република, Република Конго, Демократична република Конго, Габон и Намибия.